# Campeonato Europeo de Baloncesto Femenino de 1968
El 11 Campeonato Europeo de Baloncesto Femenino se celebró en Italia entre el 5 y el 16 de julio de 1968 bajo la denominación EuroBasket Femenino 1968. El evento fue organizado por la Confederación Europea de Baloncesto (FIBA Europa) y la Federación Italiana de Baloncesto.
Un total de trece selecciones nacionales afiliadas a FIBA Europa compitieron por el título europeo, cuyo anterior portador era la Selección femenina de baloncesto de la Unión Soviética, vencedor del EuroBasket 1966. 
La Selección femenina de baloncesto de la  Unión Soviética conquistó su novena medalla de oro continental, siendo los medallistas de plata el equipo de Yugoslavia.  El conjunto de Polonia obtuvo la medalla de bronce.
Este campeonato suposo el debut con solo 16 años de la histórica jugadora soviética Uliana Semenova, que conseguiría 10 medallas de oro en Eurobaskets y sería nominada en el Basketball Hall of Fame en el año 1993.

## Plantilla del equipo campeón
- Unión Soviética:

Zita Bareikitė, Tamara Pyrkova, Alisa Antipina, Ravilja Salimova, Nelli Čijanova, Ljudmila Kukanova, Nadežda Zacharova, Skaidrīte Smildziņa, Galina Voronina, Ljudmila Bubčikova, Uliana Semiónova, Ljudmila Švecova. Seleccionadora: Lidia Alekséyeva
| Predecesor: Rumanía 1966 | Campeonato Europeo de Baloncesto Femenino 11 edición | Sucesor: Holanda 1970 |